# アラン・ローラン彗星
アラン・ローラン彗星（英: Comet Arend–Roland）は1956年11月8日にベルギーの天文学者であるシルヴァン・アランとジョルジュ・ローランによって発見された彗星である。この彗星は1956年に8番目に発見された彗星であり、感光板を用いて発見された。彗星の命名規則に基づいた名前はC/1956 R1である。アラン・ローラン彗星は1957年に近日点に達した3番目の彗星なので、1957 IIIと名称が変更された。最終的には、IAUの命名規則によりC/1956 R1 (Arend-Roland) という名称に落ち着いた。C/1956 R1のCは非周期彗星であることを示しており、R1は9月1-15日の間に発見されたことを示している。

## 観察
1956年11月にはブリュッセルにあるベルギー王立天文台のアストログラフは、小惑星探査に用いられていた。1956年11月8日にベルギーの天文学者であるシルヴァン・アランとジョルジュ・ローランは感光板上に彗星を発見した。発見した時点の彗星の見かけの等級は10等であり、強い中央凝縮と短い尾が見られた。この彗星の早期発見は観察機器の準備と観察計画の立案を前もって行うことを可能にした。
アラン・ローラン彗星の軌道要素はMichael P. Candyによって計算され、近日点通過は1957年の4月8日と予測された。彗星は十分に発達しており、彼はこの彗星は北半球で4月の間に派手な見え方になると予測した。1956年12月上旬には彗星は太陽から2.5 AU、地球から1.7 AUの地点まで接近した。彗星は2月までうお座にあり、7.5-8.0等の明るさになった。
1957年4月の近日点通過の間に、彗星の尾の長さは15°に達した。4月16日と5月5日にはガスや塵を放出しながら彗星の尾は変化し、29日には尾は3つに分かれた。4月22日には彗星は異常な尾（アンチテイル）を見せ、5°まで広がった。4月25日にはアンチテイルは12°まで広がり、最大の大きさとなった。4月29日にはアンチテイルは消滅した。
近日点通過後は彗星は急速に衰えていった。5月上旬には見かけの等級で5.46等の明るさになった。5月8日には彗星の明るさは7等まで落ちた。これは人間の目で観察できる限界の明るさである。5月29日には8.55等まで低下した。
アラン・ローラン彗星は、様々な周波数の電波を用いた彗星検出を試みた初めての彗星である。しかし、これらの試みは成功しなかった。無線帯域の電波による彗星検出の成功は、1973年のコホーテク彗星 (C/1973 E1) まで待たなければならなかった。
アラン・ローラン彗星は1957年4月24日に、BBCの長寿番組であるThe Sky at Nightの最初期の話題の対象となった。
天文学者であるカール・セーガンは彼の著書であるCosmosの80ページで次の逸話を紹介している。1957年にシカゴ近くの天文台で勤務していた時に、酔っ払った男から「ぼやけたものを見た」という電話を受けた。セーガンはそれはアラン・ローラン彗星だと男に言った。男は「彗星とは何だ」と尋ね、セーガンは「1マイルほどの雪だるまだ」と答えた。男は長い沈黙のあと、「本物の天文学者と話させてくれ！」と言った。

## 性質
アラン・ローラン彗星は双曲線軌道であり、太陽系から脱出するのに充分な速さで移動しているため、地球上の観察者が再びこの彗星を観察することはできない。520日間にも渡る観察の結果、この彗星の正確な軌道要素を計算することができた。しかし、軌道要素の分布は、非重力の影響を示唆する波状パターンを示した。また、この彗星はオールトの雲ではなく星間空間が由来の可能性がある。軌道要素は、日心距離に逆二乗で変化する非重力項を含むように計算すると、多少異なる値が導出される（下記の表のMarsden (1970) を参照）。
| Orbital Element             | Sekanina (1968)             | Marsden (1970)              |
| --------------------------- | --------------------------- | --------------------------- |
| 元期（近日点） (T)          | 1957 April 8.03232 ET       | 1957 April 8.03201 ET       |
| 近日点距離 (q)              | 0.3160540 ± 0.0000008 AU    | 0.3160361 ± 0.0000024 AU    |
| 軌道長半径の逆数 (1/a)      | –0.0007886 ± 0.0000045 AU−1 | –0.0006377 ± 0.0000213 AU−1 |
| 離心率 (e)                  | 1.0002492 ± 0.0000014       | 1.0002015 ± 0.0000067       |
| 軌道傾斜角 (i)              | 119.94936° ± 0.00005°       | 119.94930° ± 0.00006°       |
| Longitude of periastron (ω) | 307.78084° ± 0.00004°       | 308.77725° ± 0.00048°       |
| 昇交点黄経 (Ω)              | 215.15900° ± 0.00006°       | 215.15968° ± 0.00008°       |

近日点では、彗星は7.5 × 104 kg/sもの塵を放出させ、およそ1.5 × 1030 molecules/secのガスを放出した。塵の噴出は近日点通過の6日前である4月2日に起きたと考えられている。アンチテイルは1957年2月6日から3月1日の間に放出された粒子から形成された。黄道帯の範囲に放出された塵の総量は3 × 108から5 × 1010 kgだと推定されている。